# Legacy of Kain: Defiance
Legacy of Kain: Defiance (рус. Наследие Каина: Вызов) — видеоигра 2003 года, пятая часть в серии игр Legacy of Kain.

## Игровой процесс
В течение игры главный персонаж будет попеременно меняться с Лорда Каина на Разиэля и обратно. Геймплей игры изменяется в зависимости от персонажа, которым управляет пользователь. Так, играя за Лорда Каина, игрок участвует в стычках, использует магию. При игре за Разиэля пользователю необходимо будет разрешать хитрые головоломки и задачи. Игроку предстоит постоянно путешествовать по временным эпохам, часто сталкиваясь с результатами деятельности другого персонажа.

## Сюжет
События «Defiance» следуют сразу же за финалом «Legacy of Kain: Soul Reaver 2». Мотивы Каина становятся более понятны в этой части. В частности, он сбросил Разиеля в Бездну потому, что знал, что Разиель не погибнет, но вернется наделенным Свободной Волей. Каин поставил все на Разиеля, понимая, что только он сможет помочь ему вернуть свою истинную судьбу Наследника Баланса, мистического спасителя Носгота, о котором известно крайне мало, за исключением того, что он должен вернуть Колонны Древним Вампирам.
Разиель, после того, как узнал страшную тайну в финале «Soul Reaver 2», пытается всеми силами избежать своей ужасной судьбы — стать вечно голодным призраком, заключенным в Похитителе. И ради этой цели он не остановится ни перед чем.
В конце концов, Разиель очищает свой меч (свою душу, ставшую оружием после многовекового заточения в Похитителе) при помощи силы Духа и понимает, что он никогда не избежит своей судьбы. И что бы он не сделал, каждый его шаг контролируется Старшим Богом. Обдумав все, Разиель принимает единственное решение, которое не предусмотрел Старший Бог. Он смиряется перед своей судьбой, жертвует собой и входит в Похититель, предварительно рассеяв свою очищенное оружие в Каина, тем самым излечивая его от безумия Напраптора и позволяя Каину занять своё место как Хранителя Баланса и вернуть свою истинную судьбу. Помимо этого, он открывает Каину, что истинным врагом все это время был Старший Бог. Каин, увидев его после очищения, побеждает чудовище, но не убивает его. Видимо из-за того, что эта была лишь часть его тела или же просто из-за нехватки времени (Старший Бог обрушивал комнату, чтобы прекратить битву).

## Рецензии
| Сводный рейтинг                          | Сводный рейтинг     | Сводный рейтинг    | Сводный рейтинг     |
| Издание                                  | Оценка              | Оценка             | Оценка              |
| Издание                                  | PC                  | PS2                | Xbox                |
| ---------------------------------------- | ------------------- | ------------------ | ------------------- |
| GameRankings                             | 72,53 %             | 77,72 %            | 79,38 %             |
| Metagames                                | 74/100 (6 обзоров)  |                    |                     |
| Metacritic                               | 70/100 (11 обзоров) | 75/100 (34 обзора) | 74/100 (30 обзоров) |
| MobyRank                                 | 77/100              | 75/100             | 77/100              |
| «Критиканство»                           | 69/100 (6 обзоров)  |                    |                     |
| Иноязычные издания                       |                     |                    |                     |
| Издание                                  | Оценка              | Оценка             | Оценка              |
| Издание                                  | PC                  | PS2                | Xbox                |
| GameSpot                                 |                     |                    | 6,9/10              |
| GameSpy                                  |                     |                    | [ 14 ]              |
| IGN                                      | 8,0/10              |                    |                     |
| XboxAddict                               |                     |                    | 72 %                |
| Русскоязычные издания                    |                     |                    |                     |
| Издание                                  | Оценка              | Оценка             | Оценка              |
| Издание                                  | PC                  | PS2                | Xbox                |
| Absolute Games                           | 46 %                |                    |                     |
| PlayGround.ru                            | 9,0/10              |                    |                     |
| «Домашний ПК»                            | [ 19 ]              |                    |                     |
| «Игромания»                              | 7,0/10              |                    |                     |
| Награды                                  |                     |                    |                     |
| Издание                                  | Награда             | Награда            | Награда             |
| Орден журнала «Лучшие компьютерные игры» |                     |                    |                     |